# Dolia (Belmonte)
Dolia es un pueblo que pertenece a la parroquia de Belmonte en el concejo de Belmonte de Miranda (Principado de Asturias). Se encuentra a  840 metros de altitud y está situada a 10 km de la capital del concejo, Belmonte.
Pertenece al Camino Real de la Mesa. 

## Población
En 2020 contaba con una población de 16 habitantes (INE 2020) repartidos en 7 viviendas.